# マット・リドル
マシュー・フレデリック・"マット"・リドル（Matthew Frederick "Matt" Riddle、1986年1月14日 - ）は、アメリカ合衆国の男性プロレスラー。元総合格闘家。ペンシルベニア州アレンタウン出身。

## 来歴

### TUF
ニューヨークのサラトガ高校でレスリングを学んでいて、全米王者、ニューヨーク王者になったことがある。アマチュア総合格闘技で1勝0敗という経験を経て、2008年にThe Ultimate Fighter 7に出場。TUFでは、メンバーやファンからマシューと呼ばれていた。
常に笑顔でいたため、コーチであるクイントン・"ランペイジ"・ジャクソンにクリッパーというニックネームを付けられた（クリッパーとは「元気な、快活な」などを意味する形容詞）。周りに馬鹿にされようが、試合であろうが、常に笑顔のマシューは、TUF 7のムードメイカーでもあった。
マシューは、TUF 7において柔術黒帯のティム・クレデューに1回戦で当たり、2R腕ひしぎ十字固めで敗れて脱落。プロMMA経験がないマシューには相当なハンデがあったが、アグレッシブな戦いを見せた。
1回戦で敗れたものの、キャラクターとセンスを評価され、離脱することなく最後まで練習に参加し、フィナーレに出場。この大会では、ダンテ・リベラと初のプロMMA戦を行う。ダンテはTUF 7の中で、マシューを馬鹿にしてからかっていた人物で「お前と俺がやったら瞬殺で一本だ」と直接マシューに言っていた柔術黒帯ファイター。そんなことを言われても笑顔で応えていたマシューは、プロデビュー戦でダンテに3-0の判定勝ちを収め公式戦初勝利を飾った。

### UFC
2009年2月7日、UFC Fight Night: Lauzon vs. Stephensでスティーブ・ブルーノに3-0の判定勝ちを収めた。8月8日、UFC 101では同じくTUF 7参加者のダン・クレイマーに判定勝ち。11月14日、UFC 105でニック・オシピチェックにTKO負けを喫し、初黒星となった。
2010年3月27日、UFC 111でグレッグ・ソトと対戦し、グラウンドで下からの顔面蹴り上げを受け反則失格勝ちとなった。8月1日のUFC Live: Jones vs. Matyushenkoではダマルケス・ジョンソンと対戦。ジョンソンの体重超過のため172ポンド契約での試合となったが、パウンドによりTKO勝ちを収めた。12月11日、UFC 124でショーン・ピアソンと対戦し、0-3の判定負けを喫した。
2011年9月17日、UFC Fight Night: Shields vs. Ellenbergerでランス・ベノイストと対戦し、0-3の判定負け。ファイト・オブ・ザ・ナイトを受賞した。
2012年7月21日、UFC 149でクリス・クレメンツと対戦し、肩固めで一本勝ち。サブミッション・オブ・ザ・ナイトを受賞した。試合後の薬物検査でマリファナの陽性反応が検出されたため、カルガリー格闘技委員会から90日間の出場停止処分を受け、試合結果もノーコンテストに変更された。
2013年2月16日、UFC on Fuel TV 7でチェ・ミルズと対戦し、2-1の判定勝ち。しかし、試合後の薬物検査で再びマリファナの陽性反応が検出されたため、試合結果がノーコンテストに変更され、その後UFCからリリースされた。

### WWE
2018年8月18日、WWEを契約を交わし入団。育成施設であるWWEパフォーマンスセンターにてトレーニングを開始。9月21日、WWEの傘下団体であるNXT・NXT Liveにてファビアン・アイクナーとの対戦でデビューを飾る。パワーボムからニー・ストライクへと繋いで勝利した。10月31日、NXTにて初登場。ルーク・メンジーズと対戦。関節技、打撃両方で圧倒すると最後にニー・ストライクからブロミッションへと繋いで勝利。11月21日、NXTにてカシアス・オーノと対戦。試合前にオーノがエントランスよりマイクアピールを行い挑発するが、リングに入った瞬間にニー・ストライクを決めて勝利。
2021年、ランディ・オートンとのタッグチームRK-Broを結成。サマースラム2021ではWWE・ロウ・タッグチーム王座を獲得した。
2023年9月22日（現地時間）にWWEから解雇されたことを自身のTwitterで明かした。

### 新日本プロレス
2024年1月5日、「NEW YEAR DASH!!」にてNJPW WORLD認定TV王座を防衛したばかりの棚橋弘至にビデオメッセージで挑戦を表明。2月23日の「THE NEW BEGINNING in SAPPORO」にて選手権試合が決定した。

## 得意技

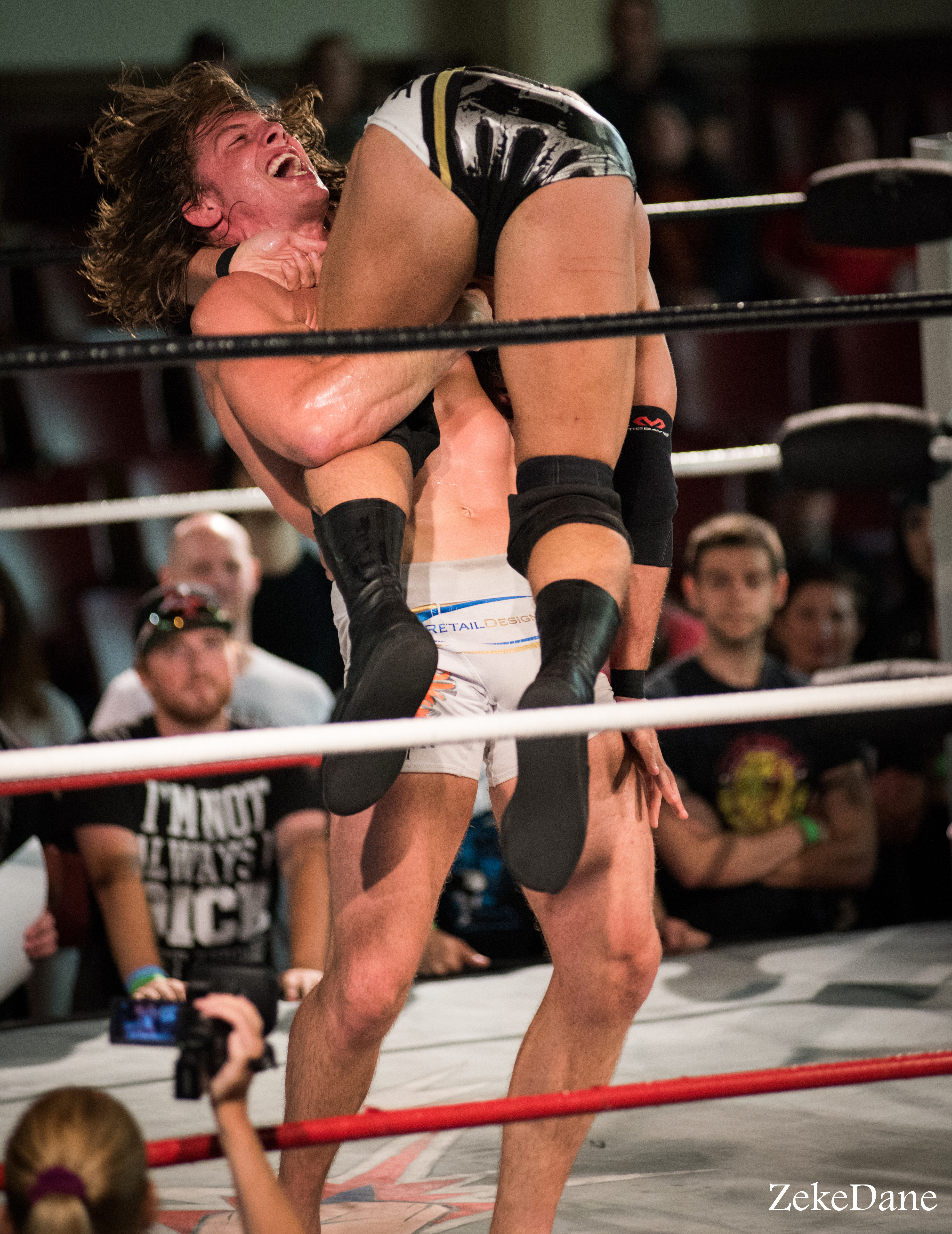
フッシャーマンズ・バスター

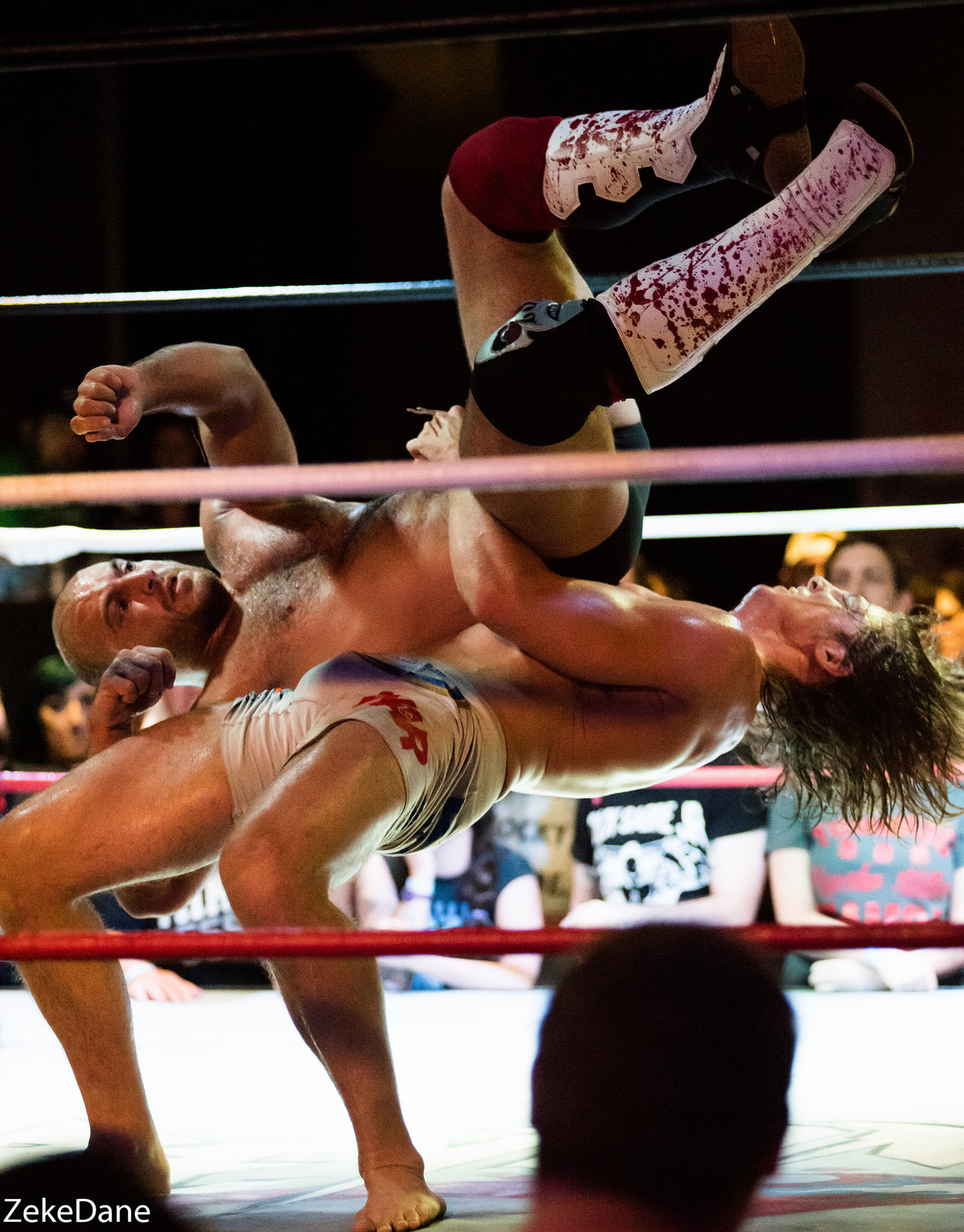
ガットレンチ・スープレックス

### フィニッシュ・ホールド
ブロ・ストーン
相手をオクラホマ・スタンピードの体勢で相手を持ち上げてから相手を真っ逆さまの状態で相手の股の間に正面から右腕を差し込み、相手の右腿を抱える形で自身の両手をクラッチして前方に倒れて相手の後頭部から首、背中にマットに打ちつける荒技。
2019から使用でオリジナルフィニッシュホールド。
ブロミッション
ツイスター（グラウンド・コブラツイスト）
BTS（Bro To Sleep）
ファイヤーマンズキャリードロップからニー・キックに繋げる一連のムーブ
リップコード・ニーストライク
ジャーマン・スープレックスの体勢で相手の背後から左手首を掴み、自身の方向へと引っ張り相手の顔面や胸板にジャンピング・ハイニーを決める。
フローティングブロ
仰向け状態の相手に対し、背を向けてコーナー最上段に立ち、ジャンプすると同時にムーンサルト・プレスの形で180°横捻りを加えて背中から体重を浴びせる変形のローリング・セントーン。リドルの得意とするハイフライ・ムーブ。

### 打撃技
エルボー
掌底
パウンド
ニー・キック
ニーリフト
スピアー
ランニングバイシクルニーストライク
助走をつけて二段蹴りのモーションで軽く宙に舞上がり、振り上げた右膝で相手の顔面や顎に下から突き上げるような膝蹴りを叩き込む。
ファイナル・フラッシュ
ハーフダウン状態又は、両膝立ち状態の相手に対し、至近距離から2段蹴りのモーションで顔面を撃ち抜くランニング・ニー・バット。インディー時代から愛用する技であり、パワーボムで相手を叩きつけてから畳み掛けるように繰り出し、相手に大ダメージを与える技。

### 投げ技
フィッシャーマンズ・スープレックス
フィッシャーマンズ・バスター
ガットレンチ・スープレックス
スープレックス
スーパープレックス
ジャーマンスープレックス

### 関節技、絞め技
スリーパーホールド
ギロチンチョーク
ボストンクラブ
ハーフボストンクラブ
ストレートアームバー
アームバー
ニーバー
ヒールホールド
フィギュア・フォー・レッグロック
トライアングル・チョーク
トライアングルアームバー
チキンウィング・アームロック

### 飛び技
ムーンサルトプレス
ノーモーション・セントーン

## 戦績
| 総合格闘技 戦績 | 総合格闘技 戦績 | 総合格闘技 戦績 | 総合格闘技 戦績 | 総合格闘技 戦績 | 総合格闘技 戦績 | 総合格闘技 戦績 |
| --------------- | --------------- | --------------- | --------------- | --------------- | --------------- | --------------- |
| 13 試合         | (T)KO           | 一本            | 判定            | その他          | 引き分け        | 無効試合        |
| 8 勝            | 1               | 1               | 5               | 1               | 0               | 2               |
| 3 敗            | 1               | 0               | 2               | 0               | 0               | 2               |

| 勝敗 | 対戦相手               | 試合結果                       | 大会名                                                     | 開催年月日     |
| ○    | マイケル・カイパー     | 2R 2:29 ギロチンチョーク       | Titan FC 27                                                | 2014年2月28日  |
| －   | チェ・ミルズ           | ノーコンテスト（薬物検査失格） | UFC on Fuel TV 7: Barao vs. McDonald                       | 2013年2月16日  |
| ○    | ジョン・マグワイア     | 5分3R終了 判定3-0              | UFC 154: St-Pierre vs. Condit                              | 2012年11月17日 |
| －   | クリス・クレメンツ     | ノーコンテスト（薬物検査失格） | UFC 149: Faber vs. Barao                                   | 2012年7月21日  |
| ○    | ヘンリー・マルチネス   | 5分3R終了 判定2-1              | UFC 143: Diaz vs. Condit                                   | 2012年2月4日   |
| ×    | ランス・ベノイスト     | 5分3R終了 判定0-3              | UFC Fight Night: Shields vs. Ellenberger                   | 2011年9月17日  |
| ×    | ショーン・ピアソン     | 5分3R終了 判定0-3              | UFC 124: St-Pierre vs. Koscheck 2                          | 2010年12月11日 |
| ○    | ダマルケス・ジョンソン | 2R 4:29 TKO（パウンド）        | UFC Live: Jones vs. Matyushenko                            | 2010年8月1日   |
| ○    | グレッグ・ソト         | 3R 1:30 失格（蹴り上げ）       | UFC 111: St-Pierre vs. Hardy                               | 2010年3月27日  |
| ×    | ニック・オシピチェック | 3R 3:53 TKO（マウントパンチ）  | UFC 105: Couture vs. Vera                                  | 2009年11月14日 |
| ○    | ダン・クレイマー       | 5分3R終了 判定3-0              | UFC 101: Declaration                                       | 2009年8月8日   |
| ○    | スティーブ・ブルーノ   | 5分3R終了 判定3-0              | UFC Fight Night: Lauzon vs. Stephens                       | 2009年2月7日   |
| ○    | ダンテ・リベラ         | 5分3R終了 判定3-0              | The Ultimate Fighter: Team Rampage vs. Team Forrest Finale | 2008年6月21日  |

## タイトル歴
新日本プロレス
- NJPW WORLD認定TV王座 : 1回（第3代）

MLW
- MLW世界ヘビー級王座 : 1回（第12代）

WWE
- WWE US王座 : 1回
- WWE・ロウ・タッグ王座 : 2回

w / ランディ・オートン
NXT
- NXTタッグ王座 : 1回

w / ピート・ダン
EVOLVE
- EVOLVE王座 : 1回（第6代）

wXw
- Ambition 8 優勝 : 1回（2017年）

PWG
- PWG世界タッグ王座 : 1回（第35代）

w / ジェフ・コブ
BJJ
- ブラジリアン柔術 茶帯

UFC
- UFC ファイト・オブ・ザ・ナイト : 1回
- UFC サブミッション・オブ・ザ・ナイト : 1回